# Piers Courage
Piers Raymond Courage (Colchester, Engleska, 27. svibnja 1942. – Zandvoort, Nizozemska, 21. lipnja 1970.) je bivši britanski vozač automobilističkih utrka.